# Assmatix
Assmatix (Eigenschreibweise ASSMATIX) ist eine deutsche Punkrock-Band aus Dortmund.

## Geschichte
Die Band wurde im Jahr 2002 gegründet. Gründungsmitglieder waren der Schlagzeuger und Sänger Steve (The Idiots, Die Männer), der Bassist Kalla (Die Männer) sowie der Gitarrist Andy W. (Daybreakboys, Lost Bottles).
In dieser Zeit wurde das Demo No Time aufgenommen. 2003 konzentrierte sich Steve auf das Schlagzeug; so wurde Andy S. (Rim Shout, Billy Rubin) zum Sänger der Band. Mit ihm nahmen die Band 2004 Live Fast ...Die Old auf.
Zwischenzeitlich spielte Bulla (Rostok Vampires) die zweite Gitarre. 2006 wurde Hölzi (Daybreakboys, Billy Rubin), für die Gitarre gewonnen, der sich 2021 Mutant Proof anschloss. Mit den Umbesetzungen veränderte sich der früher eher Hardcore-lastige Sound der Band mehr in Richtung melodiösen Punkrock.
Heute spielt die Band weiter ihren Punkrock  u. a. Ska und Reggae. Die CD The Ex-Generation (2014) wird von Gastmusikern (Female Backings, Piano, Perkussion, Saxophon) unterstützt.
2015 wurde Assmatix von Resistance Art Recordings unter Vertrag genommen. Der Vertrieb der CD The Ex-Generation erfolgte über Bellaphon.
2018 verließ Andy W. die Band und wurde durch Otti (Higher Bubu) ersetzt, der nach Hölzis Ausstieg, nunmehr alleine den Gitarrenpart spielt.
2024 konnte endlich ein neuer Tonträger (CD, LP, online) veröffentlicht werden. Die 13 Songs wurden bei BART EL MONTE Studios in Dortmund aufgenommen, von Atze Ludwig gemastered und werden im Eigenvertrieb bzw. über recordjet online vertrieben. Es waren die letzten Aufnahmen von Bart, da er im Mai 2024 verstarb (R.I.P.). 

## Diskografie
Alben
- 2002: No Time
- 2004: Live Fast … Die Old!
- 2008: As(s)ymetrical
- 2014: The Ex-Generation
- 2024: No.5